# Roszkowo (powiat kościański)
Roszkowo – osada w Polsce położona w województwie wielkopolskim, w powiecie kościańskim, w gminie Czempiń.
W okresie Wielkiego Księstwa Poznańskiego (1815-1848) miejscowość wzmiankowana jako Roszkowo należała do wsi mniejszych w ówczesnym pruskim powiecie Kosten rejencji poznańskiej. Roszkowo należało do okręgu czempińskiego tego powiatu i stanowiło część majątku Zadory, którego właścicielem był wówczas (1846) Żółtowski. Według spisu urzędowego z 1837 roku Roszkowo liczyło 46 mieszkańców, którzy zamieszkiwali 5 dymów (domostw).
W latach 1975–1998 miejscowość administracyjnie należała do województwa poznańskiego.